# Лада (уметничко удружење)
Лада, прво уметничко удружење основано у Београду 1904. године, у част стогодишњице Првог српског устанка. Друштво је основано 4. септембра 1904. уочи Прве југословенске уметничке изложбе у Београду, то је најстарије друштво уметника у Србији, а према неким проценама и у Европи.
Оснивачи друштва, које је названо по словенској богињи пролећа, јесу Петар Убавкић, Урош Предић, Ђорђе Јовановић, Марко Мурат, Бета Вукановић, Риста Вукановић, Симеон Роксандић, а као оснивач се помиње и Надежда Петровић која је две године након оснивања иступила из овог удружења.

## О Лади
Лада је удружење српских ликовних уметника изузетно значајно у историји новије српске ликовне уметности.

## Изложбе
У току организовања Прве југословенске изложбе, уметници из јужнословенских земаља формирали су четири одсека „Ладе“ - српски, хрватски, бугарски и словеначки, с одређеним програмом рада и излагања. Тада је у Софији основан (1904) „Савез Лада“, који је учествовао на Другој, Трећој и Четвртој југословенској изложби.
Прву самосталну изложбу српска Лада одржала је 1906. Године 1937. отворена је изложба слика и вајарских радова уметничке групе Ладе у Павиљону Цвијете Зузорић. Између два светска рата друштво је окупљало минхенске ђаке и сликаре који су заступали традиционални израз. Под окупацијом (1941-45) обуставила је рад, а обновила га је 1953. Удружење је и даље активно у Србији.

## Уметници, чланови „Ладе“ (непотпун списак)
- Надежда Петровић
- Риста Вукановић
- Бета Вукановић
- Ана Маринковић, рођена Лозанић
- Љубомир Ивановић
- Ђорђе Јовановић
- Драгомир Глишић
- Милена Павловић Барили
- Лепосава Бела Павловић (доживотни почасни председник)
- Марио Маскарели
- Марко Мурат, један од оснивача и члан 1904-1910.
- Живорад Настасијевић, члан 1920-1921.
- Никола Вукосављевић, члан од 1978.
- Слободанка Ракић Шефер, члан од 1978.
- Маја Сковран
- Мило Димитријевић
- Љубица Филиповић Лазаревић